# Kajak-kenu a 2024. évi nyári olimpiai játékokon
A 2024. évi nyári olimpiai játékokon a kajak-kenuban összesen 16 versenyszámot rendeztek meg. A szlalom versenyeket július 27. és augusztus 5., a gyorsasági versenyeket augusztus 6. és 10. között rendezték meg.
Az előző olimpiákhoz hasonlóan 16 versenyszámot rendeztek meg, de a program több változást is tartalmazott. A férfi 1000 méteres kajak kettes és kenu kettes versenyszám helyett 500 méteres távon rendeztek futamot, igazodva a női versenyprogramhoz. Mindkét nemnél megszűnt a sprint táv, 200 méteren nem rendeztek futamot. Új számként megjelent a krossz kajak. A résztvevő sportolók számát is csökkentették 12-vel.

## Összesített éremtáblázat
(A táblázatokban Magyarország és a rendező ország sportolói eltérő háttérszínnel, az egyes számoszlopok legmagasabb értéke vagy értékei vastagítással kiemelve.)
| A 2024. évi nyári olimpiai játékok éremtáblázata kajak-kenuban | A 2024. évi nyári olimpiai játékok éremtáblázata kajak-kenuban | A 2024. évi nyári olimpiai játékok éremtáblázata kajak-kenuban | A 2024. évi nyári olimpiai játékok éremtáblázata kajak-kenuban | A 2024. évi nyári olimpiai játékok éremtáblázata kajak-kenuban | Olimpia  |
| -------------------------------------------------------------- | -------------------------------------------------------------- | -------------------------------------------------------------- | -------------------------------------------------------------- | -------------------------------------------------------------- | -------- |
|                                                                | Ország                                                         | Arany                                                          | Ezüst                                                          | Bronz                                                          | Összesen |
| 1.                                                             | Új-Zéland (NZL)                                                | 4                                                              | 0                                                              | 0                                                              | 4        |
| 2.                                                             | Ausztrália (AUS)                                               | 3                                                              | 1                                                              | 1                                                              | 5        |
| 3.                                                             | Németország (GER)                                              | 2                                                              | 2                                                              | 2                                                              | 6        |
| 4.                                                             | Csehország (CZE)                                               | 2                                                              | 0                                                              | 0                                                              | 2        |
| 4.                                                             | Kína (CHN)                                                     | 2                                                              | 0                                                              | 0                                                              | 2        |
| 6.                                                             | Franciaország (FRA)                                            | 1                                                              | 2                                                              | 0                                                              | 3        |
| 7.                                                             | Olaszország (ITA)                                              | 1                                                              | 1                                                              | 0                                                              | 2        |
| 8.                                                             | Kanada (CAN)                                                   | 1                                                              | 0                                                              | 1                                                              | 2        |
|                                                                |                                                                |                                                                |                                                                |                                                                |          |
| 9.                                                             | Magyarország (HUN)                                             | 0                                                              | 4                                                              | 3                                                              | 7        |
| 10.                                                            | Nagy-Britannia (GBR)                                           | 0                                                              | 2                                                              | 2                                                              | 4        |
| 11.                                                            | Egyesült Államok (USA)                                         | 0                                                              | 1                                                              | 1                                                              | 2        |
| 12.                                                            | Brazília (BRA)                                                 | 0                                                              | 1                                                              | 0                                                              | 1        |
| 12.                                                            | Lengyelország (POL)                                            | 0                                                              | 1                                                              | 0                                                              | 1        |
| 12.                                                            | Ukrajna (UKR)                                                  | 0                                                              | 1                                                              | 0                                                              | 1        |
|                                                                |                                                                |                                                                |                                                                |                                                                |          |
| 15.                                                            | Spanyolország (ESP)                                            | 0                                                              | 0                                                              | 3                                                              | 3        |
| 16.                                                            | Dánia (DEN)                                                    | 0                                                              | 0                                                              | 1                                                              | 1        |
| 16.                                                            | Kuba (CUB)                                                     | 0                                                              | 0                                                              | 1                                                              | 1        |
| 16.                                                            | Moldova (MDA)                                                  | 0                                                              | 0                                                              | 1                                                              | 1        |
| 16.                                                            | Szlovákia (SVK)                                                | 0                                                              | 0                                                              | 1                                                              | 1        |
|                                                                |                                                                |                                                                |                                                                |                                                                |          |
| Összesen                                                       | Összesen                                                       | 16                                                             | 16                                                             | 17                                                             | 49       |

## Gyorsasági számok

### Érmesek

#### Férfiak
Kajak
| A 2024. évi nyári olimpiai játékok érmesei férfi gyorsasági kajakban |                                                                                |         |                                                                                                  |         |                                                                                       |         |
| Versenyszám                                                          | Arany                                                                          | Arany   | Ezüst                                                                                            | Ezüst   | Bronz                                                                                 | Bronz   |
| K-1, 1000 m                                                          | Josef Dostál · Csehország (CZE)                                                | 3:24,07 | Varga Ádám · Magyarország (HUN)                                                                  | 3:24,76 | Kopasz Bálint · Magyarország (HUN)                                                    | 3:25,68 |
| K-2, 500 m                                                           | Németország (GER) · Jacob Schopf · Max Lemke                                   | 1:26,87 | Magyarország (HUN) · Nádas Bence · Tótka Sándor                                                  | 1:27,15 | Ausztrália (AUS) · Jean van der Westhuyzen · Thomas Green                             | 1:27,29 |
| K-4, 500 m                                                           | Németország (GER) · Max Rendschmidt · Max Lemke · Jacob Schopf · Tom Liebscher | 1:19,80 | Ausztrália (AUS) · Riley Fitzsimmons · Pierre van der Westhuyzen · Jackson Collins · Noah Havard | 1:19,84 | Spanyolország (ESP) · Saúl Craviotto · Carlos Arévalo · Marcus Walz · Rodrigo Germade | 1:20,05 |

Kenu
| A 2024. évi nyári olimpiai játékok érmesei férfi gyorsasági kenuban |                                 |         |                                                       |         |                                                            |         |
| Versenyszám                                                         | Arany                           | Arany   | Ezüst                                                 | Ezüst   | Bronz                                                      | Bronz   |
| C-1, 1000 m                                                         | Martin Fuksa · Csehország (CZE) | 3:43,16 | Isaquias Queiroz · Brazília (BRA)                     | 3:44,33 | Serghei Tarnovschi · Moldova (MDA)                         | 3:44,68 |
| C-2, 500 m                                                          | Kína (CHN) · Liu Hao · Ji Bowen | 1:39,48 | Olaszország (ITA) · Gabriele Casadei · Carlo Tacchini | 1:41,08 | Spanyolország (ESP) · Joan Antoni Moreno · Diego Domínguez | 1:41,18 |

#### Nők
Kajak
| A 2024. évi nyári olimpiai játékok érmesei női gyorsasági kajakban |                                                                                 |         |                                                                                 |         |                                                                                |         |
| Versenyszám                                                        | Arany                                                                           | Arany   | Ezüst                                                                           | Ezüst   | Bronz                                                                          | Bronz   |
| K-1, 500 m                                                         | Lisa Carrington · Új-Zéland (NZL)                                               | 1:47,36 | Csipes Tamara · Magyarország (HUN)                                              | 1:48,44 | Emma Jørgensen · Dánia (DEN)                                                   | 1:49,76 |
| K-2, 500 m                                                         | Új-Zéland (NZL) · Lisa Carrington · Alicia Hoskin                               | 1:37,28 | Magyarország (HUN) · Csipes Tamara · Gazsó Alida Dóra                           | 1:39,39 | Németország (GER) · Paulina Paszek · Jule Hake                                 | 1:39,46 |
| K-2, 500 m                                                         | Új-Zéland (NZL) · Lisa Carrington · Alicia Hoskin                               | 1:37,28 | Magyarország (HUN) · Csipes Tamara · Gazsó Alida Dóra                           | 1:39,39 | Magyarország (HUN) · Pupp Noémi · Fojt Sára                                    | 1:39,46 |
| K-4, 500 m                                                         | Új-Zéland (NZL) · Lisa Carrington · Alicia Hoskin · Olivia Brett · Tara Vaughan | 1:32,20 | Németország (GER) · Paulina Paszek · Jule Hake · Pauline Jagsch · Sarah Brüßler | 1:32,62 | Magyarország (HUN) · Pupp Noémi · Fojt Sára · Csipes Tamara · Gazsó Alida Dóra | 1:32,93 |

Kenu
| A 2024. évi nyári olimpiai játékok érmesei női gyorsasági kenuban |                                                                      |         |                                                            |         |                                                |         |
| Versenyszám                                                       | Arany                                                                | Arany   | Ezüst                                                      | Ezüst   | Bronz                                          | Bronz   |
| C-1, 200 m                                                        | Katie Vincent · Kanada (CAN)                                         | 44,12   | Nevin Harrison · Egyesült Államok (USA)                    | 44,13   | Yarisleidis Cirilo · Kuba (CUB)                | 44,36   |
| C-2, 500 m                                                        | Kína (CHN) · Hszü Si-hsziao (Xu Shixiao) · Szun Meng-ja (Sun Mengya) | 1:52,81 | Ukrajna (UKR) · Ljudmila Luzan · Anasztaszija Csetverikova | 1:54,30 | Kanada (CAN) · Sloan MacKenzie · Katie Vincent | 1:54,36 |

## Vadvízi (szlalom) számok

### Érmesek

#### Férfiak
| A 2024. évi nyári olimpiai játékok érmesei szlalom kajak-kenuban |                                         |                                        |                                   |
| Versenyszám                                                      | Arany                                   | Ezüst                                  | Bronz                             |
| Férfi C-1                                                        | Nicolas Gestin · Franciaország (FRA)    | Adam Burgess · Nagy-Britannia (GBR)    | Matej Beňuš · Szlovákia (SVK)     |
| Férfi K-1                                                        | Giovanni De Gennaro · Olaszország (ITA) | Titouan Castryck · Franciaország (FRA) | Pau Echaniz · Spanyolország (ESP) |
| Férfi X-1                                                        | Finn Butcher · Új-Zéland (NZL)          | Joseph Clarke · Nagy-Britannia (GBR)   | Noah Hegge · Németország (GER)    |

#### Nők
| A 2024. évi nyári olimpiai játékok érmesei szlalom kajak-kenuban |                                |                                         |                                        |
| Versenyszám                                                      | Arany                          | Ezüst                                   | Bronz                                  |
| Női C-1                                                          | Jessica Fox · Ausztrália (AUS) | Elena Lilik · Németország (GER)         | Evy Leibfarth · Egyesült Államok (USA) |
| Női K-1                                                          | Jessica Fox · Ausztrália (AUS) | Klaudia Zwolińska · Lengyelország (POL) | Kimberley Woods · Nagy-Britannia (GBR) |
| Női X-1                                                          | Noemie Fox · Ausztrália (AUS)  | Angèle Hug · Franciaország (FRA)        | Kimberley Woods · Nagy-Britannia (GBR) |